# Galileo Galilei (navire, 1963)
Pour les articles homonymes, voir Galileo Galilei (homonymie), Galileo et Galilei.
Le Galileo Galilei est un paquebot construit en 1961 par les chantiers Cantieri Riuniti dell'Adriatico de Monfalcone pour la compagnie Lloyd Triestino di navigazione. Il est lancé le 2 juillet 1961 et mis en service en mars 1963. Devenu le Galileo de la compagnie Italia Crociere International en 1979 puis le Meridian de la Chandris Cruises (en) en 1983, il devient la propriété de Sun Cruises en 1997 sous le nom de Sun Vista après avoir navigué 7 ans pour Chandris Fantasy Cruises, une filiale de la Chandris Cruises. Il sombre dans le détroit de Malacca le 21 mai 1999 à la suite d'un incendie dans la salle des machines.

## Histoire

### Galileo Galilei
Le Galileo Galilei est lancé le 2 juillet 1961 et mis en service en mars 1963 sur la ligne Gênes-Sydney. Le 13 janvier 1975, le navire heurte un récif au large des côtes de l’Afrique de l'Ouest et retourne à Gênes afin d’y être réparé.
En 1977, le navire est envoyé aux Cantieri Navali Riuniti de Gênes où il est transformé en navire de croisière. À la fin de la transformation, il est vendu à la compagnie Italia Crociere International.

### Galileo
En octobre 1983, il est vendu à la compagnie Chandris Cruises qui raccourcit son nom à Galileo et lui offre une seconde rénovation aux chantiers navals de Gênes.

### Meridian
En 1988, les dirigeants de Chandris Cruises décident de créer une nouvelle marque haut de gamme, Chandris Fantasy Cruises, afin de récupérer les parts de marché libérés par la disparition de la Home Lines. Le Galileo subit une troisième rénovation, mais celle-ci est effectuée par les chantiers Lloyd Werft de Bremerhaven.
Lorsqu’il sort de rénovation, il est envoyé à Port Everglades d’où il part pour des croisières dans les Bermudes sous le nom de Meridian.

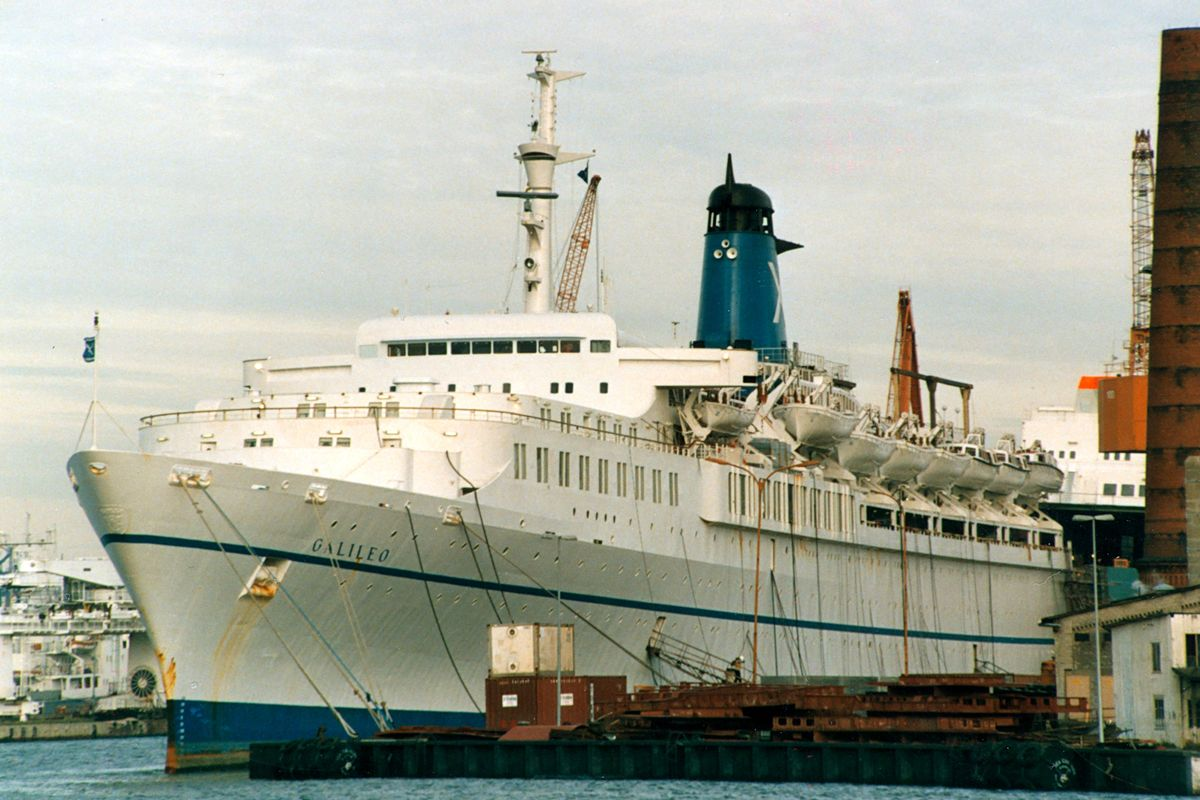
Le Galileo pendant sa rénovation à Bremerhaven, en 1989.
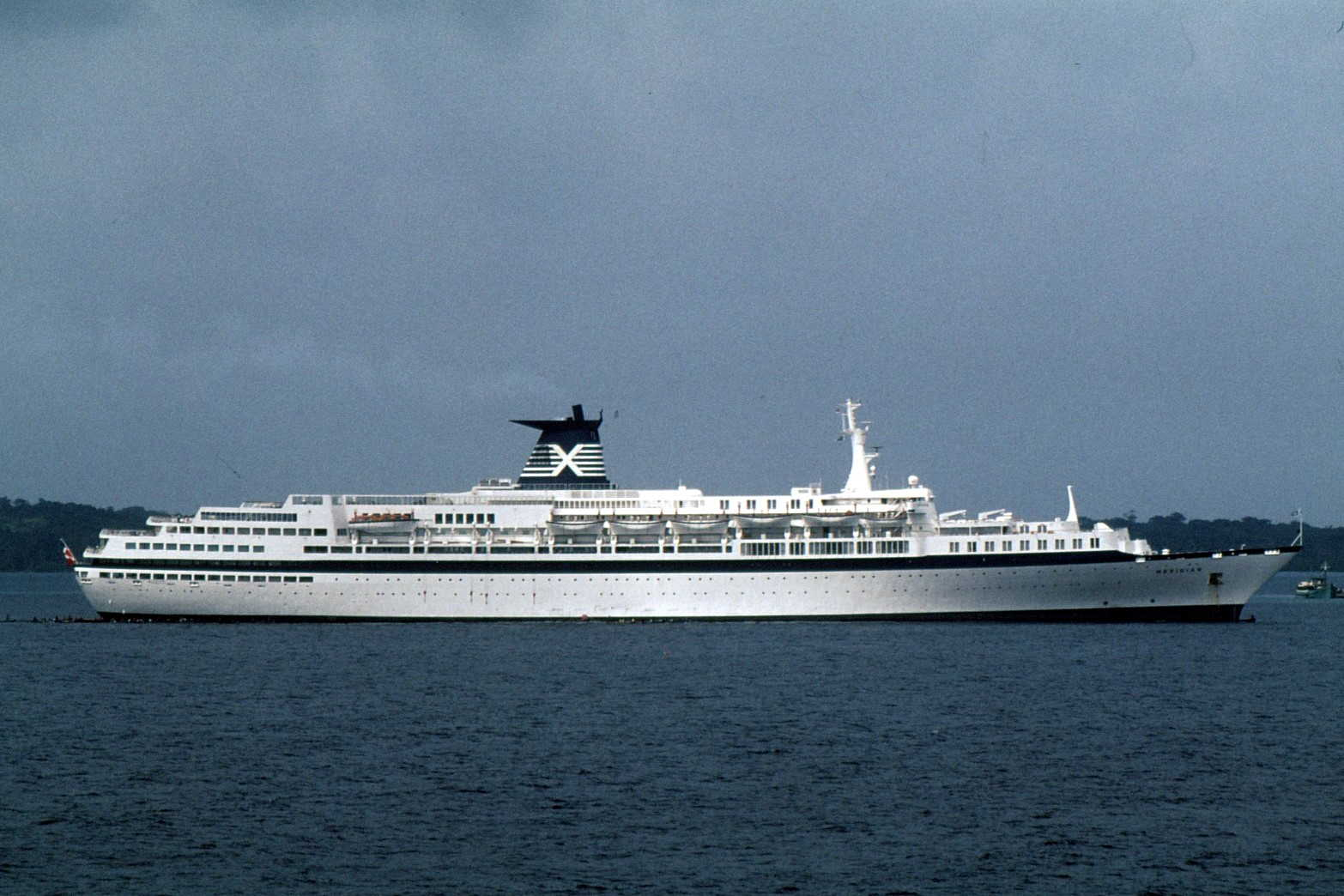
Le Meridian aux îles San Blas en décembre 1993.

### Sun Vista
En 1997, Chandris Fantasy Cruises est vendu au groupe Royal Caribbean International. Le Meridian est vendu à la compagnie Sun Cruises qui le rebaptise Sun Vista et lui fait faire des croisières au départ de Singapour.

#### Naufrage
Le 20 mai 1999, alors qu’il traverse le détroit de Malacca pour se rendre à Singapour après une escale à Phuket, un incendie se déclare dans la salle des machines. Les 1 104 personnes présentes à bord (472 passagers et 632 membres d’équipage) sont évacuées tandis que le navire continue de brûler. Il sombre le lendemain à 1 h 21 dans le détroit de Malacca.

## Navire jumeau
Il a un navire jumeau, le Guglielmo Marconi, qui a été détruit en 2002 à Alang.